# Puertomingalvo
Puertomingalvo (abreviado El Puerto) es un municipio y localidad española de la provincia de Teruel, en la comunidad autónoma de Aragón. El término municipal, ubicado en la comarca de Gúdar-Javalambre, tiene una población de 141 habitantes (INE 2024). Se encuentra a 1456 m sobre el nivel del mar.

## Geografía
Está enclavado en pleno Parque Cultural del Maestrazgo al noreste de la comarca de Gúdar-Javalambre. El municipio tiene una superficie de 103,62 km². Se encuentra a una altitud de 1456 m sobre el nivel del mar. Destaca por su entorno natural, propio de la Serranía del Maestrazgo. El gentilicio es puertomingalvinos/as.

## Historia
Su historia se remonta a tiempos de los íberos al encontrarse huellas que evidencian la presencia de gentes en esta época en la zona de Los Castillejos. Con la romanización pronto serían absorbidas, una necrópolis ubicada en el “Montañés” nos habla del paso del Imperio romano por la zona. El poderío musulmán también estuvo presente en estas tierras, muestra de ello, son las primeras referencias escritas que especulan con su inicio histórico. Será en 1181 cuando se afirma que Puertomingalvo fue reconquistado, y en 1202 se establece el acta fundacional de la villa.
A mediados del siglo XIX, el lugar tenía contabilizada una población de 759 habitantes. Aparece descrito en el decimotercer volumen del Diccionario geográfico-estadístico-histórico de España y sus posesiones de Ultramar de Pascual Madoz de la siguiente manera:

PUERTO MINGALVO: l. con ayunt. en la prov. de Teruel (18 horas), part. jud. de Mora (8), dióc., aud. terr. y c. g. de Zaragoza: sit. en una pequeña esplanada de peñas en la cima de un collado que se eleva sobre la márg izq. del r. Linares: el clima es muy frio, siendo los catarros é inflamaciones las enfermedades mas comunes. Se compone de unas 100 casas de mala construccion; igl. parr. (Ntra. Sra. de la Asuncion y San Blas) servida por un cura de primer ascenso y provision ordinaria; un cementerio á un lado del pueblo sin que perjudique á la salud publica; una escuela de primera educacion y una enseñanza de niñas medianamente concurrida, y un hospital con dotacion suficiente para 8 ó 10 huérfanos á quienes se da alguna educacion. Confina el térm. por N. con el de Mosqueruela; E. Villahermosa y Vistavella (part. de Lucena prov. de Castellon); S. Cortes de Arenoso, de la misma prov. y part., y O. Linares y Castel-Vispal. Se encuentran en él hasta 90 masias diseminadas y la ermita de San Bernabé, en la que hay 3 fuentes cuyas aguas son el origen del r. Monleon, que despues de recibir las aguas del r. Majo, que baja de Mosqueruela, se introduce en la prov. de Castellon. El terreno es llano y despejado por la parte N., pero sumamente fragoso y quebrado por el E. y S., cubierto antes de la guerra civil de pinos y monte bravo, pero en el dia muy talado todo. Los caminos son de herradura y comunican con los pueblos limítrofes. El correo se recibe de la cap. del part. prod.: poco trigo, centeno, cebada y avena con abundantes pastos. ind.: la agrícola y algun telar de estameñas y cordellate. pobl.: 190 vec., 759 alm. riqueza imp.: 129,928 rs.
(Madoz, 1849, p. 288)

En 2013 ingresó en la asociación de Los Pueblos Más Bonitos de España. Cuenta con 137 habitantes (INE 2023).

## Demografía
Puertomingalvo cuenta con una población de 141 habitantes (INE 2024).
| Gráfica de evolución demográfica de Puertomingalvo entre 1842 y 2021                                                                                                 |
| |
| Población de derecho según los censos de población del INE Población de hecho según los censos de población del INEEn este censo se denominaba Puerto Mingalbo: 1842 |

## Urbanismo y monumentos
El núcleo urbano se asienta sobre un promontorio rocoso presidido por los volúmenes del castillo de Puertomingalvo. Conjunto formado por una complicada red de calles estrechas en las que se levantan buenos ejemplos de arquitectura popular, destacando algunas construcciones como: 
- Casa de la Villa o Ayuntamiento: Obra levantada entre los siglos XIV y XV, presenta una fachada realizada en sillería de piedra en la que destacan sus accesos en forma de arco de medio punto adovelados, así como sus hermosos vanos geminados de la planta superior. Todo rematado por un maravilloso alero de madera trabajada.
- Edificaciones de la Casa Lloveros y la Casa Alta, pertenecientes al estilo gótico levantino
- Antiguo hospital de Santa María de Gracia, obra del siglo XV.
- Castillo de Puertomingalvo: elemento más significativo de la localidad. Se tienen noticias de él en 1202 con el nombre árabe de Avingalbón. Pedro II lo donó al obispo de Zaragoza, para después entrar en un largo periodo de abandono. Es una de las fortificaciones mejor conservadas de toda el área del Maestrazgo, configurándose como un espléndido mirador panorámico de la zona.
- Restos del recinto amurallado: destacando los portales llamados Portal Alto y Portalico.
- Iglesia parroquial de la Asunción y San Blas: Construcción barroca del siglo XVIII formada por tres naves, coro alto y torre campanario que actuó como fortaleza. Cabe destacar la decoración pictórica que reciben los muros del interior del templo. Lo más alto de la torre se convierte en otro de los miradores con vistas de la sierra de Gúdar.
- Peirones de San Bernabé, del Dornajo, de la Pilarica y el de Santa Bárbara. Contribuyendo todo ello a que la totalidad del núcleo poblacional sea considerada Conjunto Monumental y declarado de Interés Turístico.
- La Torre Pintada: Masada fortificada situada a unos cinco kilómetros en línea recta del núcleo urbano.
- Ermitas de San Bernabé y Santa Bárbara.

## Administración y política
| Período   | Alcalde                     | Partido     |  |
| --------- | --------------------------- | ----------- |  |
| 1979-1983 | Domingo García García       | UCD         |  |
| 1983-1987 | Domingo García García       | PAR         |  |
| 1987-1991 | Jesús Javier Solsona García | PSOE-Aragón |  |
| 1991-1995 | Domingo García García       | PSOE-Aragón |  |
| 1995-1999 | Tomás Manuel Zafón Julián   | PSOE-Aragón |  |
| 1999-2003 | Tomás Manuel Zafón Julián   | PSOE-Aragón |  |
| 2003-2007 | Tomás Manuel Zafón Julián   | PSOE-Aragón |  |
| 2007-2011 | Tomás Manuel Zafón Julián   | PSOE-Aragón |  |
| 2011-2015 | Tomás Manuel Zafón Julián   | PSOE-Aragón |  |
| 2015-2019 | Tomás Manuel Zafón Julián   | PSOE-Aragón |  |
| 2019-     | Tomás Manuel Zafón Julián   | PSOE-Aragón |  |

| Partido político    | Partido político                                   | 2003   | 2007   | 2011   | 2015   |
| Partido político    | Partido político                                   | Ediles | Ediles | Ediles | Ediles |
|                     | Partido de los Socialistas de Aragón (PSOE-Aragón) | 4      | 4      | 4      | 4      |
|                     | Partido Popular de Aragón (PP)                     | 1      | 1      | —      | 1      |
|                     | Partido Aragonés (PAR)                             | —      | —      | 1      | —      |
|                     | Chunta Aragonesista (CHA)                          | —      | 0      | —      | —      |
|                     | Izquierda Unida (IU)                               | —      | 0      | —      | —      |
| Total de concejales | Total de concejales                                | 5      | 5      | 5      | 5      |

## Entorno geográfico
A pocos kilómetros nos encontramos con las localidades de Linares de Mora y Mosqueruela, bellos municipios donde es más que recomendable un recorrido por su casco urbano, descubriendo verdaderas joyas del patrimonio etnográfico de la comarca.
Tenemos una cita obligada con la sierra de Gúdar, donde se nos abren un sinfín de posibilidades, visitar lugares como los Pinares del Moro, el Alto de Gúdar o los Caños de Gúdar; practicar diversos deportes como escalada, senderismo o esquí alpino, en las pistas de la estación de esquí; o conocer núcleos de la talla de Valdelinares o Alcalá de la Selva.
Dirigiéndonos al sur la capital de la comarca no se hace esperar, Mora de Rubielos nos da la bienvenida invitándonos a conocer su maravilloso casco urbano con elementos tan significativos como la Ex-Colegiata de Santa María y el castillo y muralla.

## Turismo y fiestas
Puertomingalvo cuenta con una amplia oferta de alojamiento, ofreciendo la posibilidad de utilizar de su hotel, su camping o sus viviendas de turismo rural. Todo ello se completa con un pequeño centro de interpretación dedicado a los Castillos, ubicado en las planta baja de la Casa de la Villa.
Fiestas: El sábado más próximo al 17 de enero se celebra San Antonio con su tradicional "tranza". El sábado siguiente al primer viernes del mes de mayo se celebra la Rogativa a San Juan de Peñagolosa. Las fiestas patronales en honor a San Bernabé tienen lugar el sábado más próximo al día 11 de junio. Del 9 al 15 de agosto se conmemora La Asunción. Las dedicadas a la Virgen del Pilar, el 12 de octubre. Además, a lo largo del año se celebran diferentes festividades y eventos que pueden ser consultados en su página web